# Kumiko Asō
Kumiko Asō (麻生久美子, Asō Kumiko), nom de scène de Kumiko Hiramaru (平丸久美子, Hiramaru Kumiko), est une actrice japonaise née le 17 juin 1978.

## Biographie
Elle débute en 1993 comme modèle, apparaissant dans des publicités. Depuis 1995, elle a tourné dans de nombreux films et une dizaine de drama, et reçu plusieurs récompenses.

## Filmographie partielle

### Cinéma
- 1995 : Bad Guy Beach de Shō Aikawa : Yuka
- 1998 : Dr. Akagi (カンゾー先生, Kanzō-sensei?) de Shōhei Imamura : Sonoko Mannami
- 1998 : License to Live (ニンゲン合格, Ningen gōkaku?) de Kiyoshi Kurosawa
- 1999 : Second Chance (セカンドチャンス, Sekando chansu?) de Toshiyuki Mizutani et Tadafumi Tomioka
- 2000 : Ring Ø: Birthday (リング0 バースデイ, Ringu Zero: Bāsudei?) de Norio Tsuruta : Etsuko Tachihara
- 2000 : Kaza-hana (風花, Kazahana?) de Shinji Sōmai : Miki
- 2000 : Himawari (ひまわり?) d'Isao Yukisada
- 2000 : Pop Group Killers de Hiroyuki Nakano
- 2001 : Kaïro (回路, Kaïro?) de Kiyoshi Kurosawa : Michi
- 2001 : Stereo Future de Hiroyuki Nakano : Mika Andō
- 2001 : Rush! de Takahisa Zeze
- 2001 : Red Shadow (RED SHADOW 赤影, Reddo shadō akakage?) de Hiroyuki Nakano : Asuka
- 2001 : Luxurious Bone (贅沢な骨, Zeitaku na hone?) d'Isao Yukisada : Miyako
- 2002 : Inochi (命?) de Tetsuo Shinohara
- 2002 : 11'09"01 - September 11 (segment Japon réalisé par Shōhei Imamura) : Sae Furuhashi
- 2002 : Last Scene (ラストシーン?) de Hideo Nakata
- 2003 : Slow Is Beautiful de Hiroyuki Nakano
- 2003 : Samurai Resurrection (魔界転生, Makai tenshō?) de Hideyuki Hirayama
- 2003 : Iden & Tity (アイデン&ティティ?) de Tomorō Taguchi
- 2004 : Zebraman (ゼブラーマン, Zeburāman?) de Takashi Miike
- 2004 : Eiko (エイコ?) d'Ikuo Kamon
- 2004 : Casshern (キャシャーン, Kyashān?) de Kazuaki Kiriya : Luna Kozuki
- 2004 : Aoi kuruma (青い車?) de Hiroshi Okuhara : Akemi Saeki
- 2005 : Hasami otoko (ハサミ男?) de Toshiharu Ikeda : Chika
- 2005 : Mayonaka no Yaji-san Kita-san (真夜中の弥次さん喜多さん?) de Kankurō Kudō
- 2006 : The Uchōten Hotel (THE 有頂天ホテル, The uchōten hoteru?) de Kōki Mitani : Naomi Ohara
- 2006 : Nada sō sō (涙そうそう?) de Nobuhiro Doi : Keiko Inamine
- 2007 : Dororo (どろろ?) d'Akihiko Shiota : Ojiya
- 2007 : Yūnagi no machi sakura no kuni (夕凪の街 桜の国?) de Kiyoshi Sasabe : Minami Hirano
- 2007 : Kaidan (怪談?) de Hideo Nakata : Orui
- 2007 : Hafez d'Abolfazl Jalili
- 2008 : Café Isobe (純喫茶磯辺, Jun kissa Isobe?) de Keisuke Yoshida : Motoko Sugawara
- 2008 : Achille et la Tortue (アキレスと亀, Akiresu to kame?) de Takeshi Kitano : Sachiko jeune
- 2011 : Moketi (モテキ?) de Hitoshi Ōne (ja) : Rumiko
- 2013 : Fune o amu (舟を編む?) de Yūya Ishii : l'actrice
- 2013 : Bashauma san to biggu mausu (ばしゃ馬さんとビッグマウス?) de Keisuke Yoshida : Michiko Mabuchi
- 2015 : Love and Peace (ラブ＆ピース, Rabu & pisu?) de Sion Sono : Yuko Terashima
- 2018 : Chiri tsubaki (散り椿?) de Daisaku Kimura : Shino Uryu
- 2018 : Uta monogatari: Cinema Fighters Project (ウタモノガタリ CINEMA FIGHTERS project?) de Daishi Matsunaga : Funky

### Télévision
- 2014 : Yowakutemo Katemasu

## Doublage
- 2010 : Colorful (カラフル, Karafuru?) de Keiichi Hara : la mère de Makoto
- 2012 : Les Enfants loups, Ame et Yuki (おおかみこどもの雨と雪, Ōkami Kodomo no Ame to Yuki?) de Mamoru Hosoda : Mme Hotta
- 2015 : Miss Hokusai (百日紅 〜Miss Hokusai〜, Sarusuberi Miss Hokusai?) de Keiichi Hara : Sayogoromo
- 2015 : Le Garçon et la Bête (バケモノの子, Bakemono no ko?) de Mamoru Hosoda : la mère de Kyuta
- 2018 : Miraï, ma petite sœur (未来のミライ, Mirai no mirai?) de Mamoru Hosoda : maman
- 2022 : Le Château solitaire dans le miroir (かがみの孤城, Kagami no kojō?) de Keiichi Hara : la mère de Kokoro

## Distinctions
Sauf indication contraire, les informations mentionnées dans cette section peuvent être confirmées par la base de données cinématographiques IMDb,  présente dans la section « Liens externes ».

### Récompenses
- 1998 : Hōchi Film Award de la meilleure actrice dans un second rôle pour son interprétation dans Dr. Akagi
- 1999 : Japan Academy Prize de la meilleure actrice dans un second rôle et de la meilleure nouvelle actrice pour son interprétation dans Dr. Akagi
- 1999 : Prix de la meilleure nouvelle actrice pour son interprétation dans Dr. Akagi au festival du film de Yokohama
- 2002 : Japanese Professional Movie Award de la meilleure actrice pour ses interprétations dans Kaïro et Luxurious Bone
- 2007 : Hōchi Film Award de la meilleure actrice pour son interprétation dans Yūnagi no machi sakura no kuni
- 2008 : Prix Blue Ribbon de la meilleure actrice pour son interprétation dans Yūnagi no machi sakura no kuni
- 2008 : Prix Mainichi de la meilleure actrice pour son interprétation dans Yūnagi no machi sakura no kuni[1]

### Sélection
- 2012 : Japan Academy Prize de la meilleure actrice dans un second rôle pour son interprétation dans Moketi